# Ganghwa (huyện)
Ganghwa (Hán Việt: Giang Hoa) là một huyện tại thành phố Incheon của Hàn Quốc. Huyện bao gồm đảo Ganghwa, cũng như một số đảo nhỏ xung quanh. Khoảng 70% cư dân của huyện tham gia vào việc trồng trọt, chủ yếu là lúa gạo, cũng như ngư nghiệp và lâm nghiệp.

## Lịch sử
Ganghwa được công nhận là nơi đã bảo toàn được các nét lịch sử quan trọng của bán đảo từ thời tiền sử đến thời hiện đại. Các di vật còn lại từ thời tiền sử, thời đá cũ và thời đồ đá mới đã được tìm thấy trong các di tích khác nhau tại Jangjeongni, Sagiri, Dongmangni và những nơi khác tương ứng với các di vật khối đá lớn biểu tượng vào thời Đồ đồng, trên 80 đã được phát hiện trong vùng lân cận của Bugeunni và khu vực xung quanh, trong các ngôi mộ đá khổng lồ cho thấy sự tồn tại của các cư dân. Dangun, người sáng lập Cổ Triều Tiên, được nói rằng đã lập một bàn thờ trên đỉnh on top of Mani-san và cúng tế tổ tiên.
Vào thế kỷ 9, Tân La Thống nhất đã thành lập một đơn vị dồn trú trên đảo để chống lại hải tặc. Người lãnh đạo Wang Geon đã thành lập đội quân danh tiếng của mình tại đơn vị đồn trú, sau đó đã thành lập nên vương quốc Cao Ly. Trong thế kỷ 13, triều đình Cao Ly đã lánh nạn trên đảo sau khi các lực lượng của đế quốc Mông Cổ tấn công vào năm 1232. Sau khi Cao Ly đầu hàng Mông Cổ, các lực lượng ưu tú trên đảo đã nối dậy và gây nên cuộc nổi dậy Sambyeolcho.
Vào đầu thế kỷ 19, Công giáo được giới thiệu vào Triều Tiên mặc dù bị triều đình đặt ra ngoài vòng pháp luật. Triều đình Triều Tiên kiểm soát chặt chẽ hơn dối với các nhà truyền giáo người Pháp, tàn sát các nhà truyền giáo Pháp và người Triều Tiên cải đạo. Trong trận đánh đầu tiên, lính bộ binh Triều Tiên thua nặng, và tướng Yang Heon-su kết luận rằng chỉ có một đoàn kỵ binh lớn mới có thể đánh bại pháo binh Pháp. Một cuộc phục kích của các lực lượng Triều Tiên khi lực lượng Pháp cố chiếm chùa Cheondeung (전등사, 傳燈寺, Truyền Đăng tự) ở ven biển đông nam hòn đảo với kết quả là thương vong của phía Pháp. Binh lính Pháp và đoàn thám hiểm cuối cùng đã phải rời khỏi hòn đảo.
Năm 1871, sau sự kiện Tướng Sherman, hải quân Hoa Kỳ đã đưa một đội lính viễn chinh lên đảo Ganghwa và trận Ganghwa đã diễn ra sau đó. Năm 1875, tàu Unyo của Nhật Bản đã khám phá các khu vực bị hạn chế với mác là đo bờ biển, và đã bắn một số đạn lên phái đào tại đảo. Khi một đội tàu được gửi đến đảo, quân Triều Tiên đã bắn lại một số viên đạn. Nhật Bản lập luận rằng đây là một vụ gây hấn và yếu cầu một hiệp ước. Đầu năm sau, Nhật Bản cử một lực lượng lớn của Hải quân Đế quốc Nhật Bản đến và sau đó Hiệp ước Ganghwa đã được ký kết. Hiệp ước này ký trên đảo Ganghwa, chính thức mở cửa Triều Tiên cho ngoại thương Nhật Bản lần đầu tiên trong thế kỷ 19.
Ganghwa được nâng thành một huyện vào năm 1906, và trở thành một phần của thành phố Incheon từ năm 1995.

## Khí hậu
| Dữ liệu khí hậu của Ganghwa (1981–2010)  | Dữ liệu khí hậu của Ganghwa (1981–2010) | Dữ liệu khí hậu của Ganghwa (1981–2010) | Dữ liệu khí hậu của Ganghwa (1981–2010) | Dữ liệu khí hậu của Ganghwa (1981–2010) | Dữ liệu khí hậu của Ganghwa (1981–2010) | Dữ liệu khí hậu của Ganghwa (1981–2010) | Dữ liệu khí hậu của Ganghwa (1981–2010) | Dữ liệu khí hậu của Ganghwa (1981–2010) | Dữ liệu khí hậu của Ganghwa (1981–2010) | Dữ liệu khí hậu của Ganghwa (1981–2010) | Dữ liệu khí hậu của Ganghwa (1981–2010) | Dữ liệu khí hậu của Ganghwa (1981–2010) | Dữ liệu khí hậu của Ganghwa (1981–2010) |
| Tháng                                    | 1                                       | 2                                       | 3                                       | 4                                       | 5                                       | 6                                       | 7                                       | 8                                       | 9                                       | 10                                      | 11                                      | 12                                      | Năm                                     |
| ---------------------------------------- | --------------------------------------- | --------------------------------------- | --------------------------------------- | --------------------------------------- | --------------------------------------- | --------------------------------------- | --------------------------------------- | --------------------------------------- | --------------------------------------- | --------------------------------------- | --------------------------------------- | --------------------------------------- | --------------------------------------- |
| Trung bình ngày tối đa °C (°F)           | 1.2 (34.2)                              | 4.1 (39.4)                              | 9.4 (48.9)                              | 16.3 (61.3)                             | 21.3 (70.3)                             | 25.4 (77.7)                             | 27.5 (81.5)                             | 29.0 (84.2)                             | 25.3 (77.5)                             | 19.3 (66.7)                             | 11.2 (52.2)                             | 4.1 (39.4)                              | 16.2 (61.2)                             |
| Trung bình ngày °C (°F)                  | −3.8 (25.2)                             | −1.0 (30.2)                             | 4.3 (39.7)                              | 10.7 (51.3)                             | 15.9 (60.6)                             | 20.3 (68.5)                             | 23.5 (74.3)                             | 24.5 (76.1)                             | 19.8 (67.6)                             | 13.4 (56.1)                             | 6.0 (42.8)                              | −0.8 (30.6)                             | 11.1 (52.0)                             |
| Tối thiểu trung bình ngày °C (°F)        | −8.7 (16.3)                             | −6.1 (21.0)                             | −0.9 (30.4)                             | 5.1 (41.2)                              | 10.8 (51.4)                             | 15.8 (60.4)                             | 20.4 (68.7)                             | 20.8 (69.4)                             | 15.1 (59.2)                             | 7.8 (46.0)                              | 0.8 (33.4)                              | −5.6 (21.9)                             | 6.3 (43.3)                              |
| Lượng Giáng thủy trung bình mm (inches)  | 17.7 (0.70)                             | 19.2 (0.76)                             | 39.6 (1.56)                             | 66.9 (2.63)                             | 108.8 (4.28)                            | 123.4 (4.86)                            | 358.2 (14.10)                           | 326.6 (12.86)                           | 165.4 (6.51)                            | 51.2 (2.02)                             | 50.7 (2.00)                             | 18.8 (0.74)                             | 1.346,7 (53.02)                         |
| Số ngày giáng thủy trung bình (≥ 0.1 mm) | 5.7                                     | 4.7                                     | 6.2                                     | 6.7                                     | 8.4                                     | 8.7                                     | 13.9                                    | 12.0                                    | 7.3                                     | 5.7                                     | 7.0                                     | 6.6                                     | 92.9                                    |
| Độ ẩm tương đối trung bình (%)           | 66.1                                    | 63.0                                    | 62.9                                    | 62.8                                    | 69.5                                    | 75.3                                    | 82.7                                    | 80.3                                    | 74.8                                    | 69.9                                    | 68.2                                    | 67.3                                    | 70.2                                    |
| Số giờ nắng trung bình tháng             | 179.8                                   | 188.3                                   | 218.3                                   | 233.3                                   | 241.4                                   | 221.0                                   | 173.2                                   | 201.3                                   | 214.4                                   | 220.4                                   | 170.0                                   | 165.9                                   | 2.431,5                                 |
| Nguồn: Trung tâm khí tượng Hàn Quốc      |                                         |                                         |                                         |                                         |                                         |                                         |                                         |                                         |                                         |                                         |                                         |                                         |                                         |

## Di sản thế giới
Tại huyện Ganghwa, các khu mộ đá được UNESCO công nhận là một Di sản Thế giới. Trong ba khu vực của Hàn Quốc bao gồm cả Hwasun và Gochang, các khu mộ đá Ganghwa là địa điểm nổi tiếng để nghiên cứu văn hóa cổ đại.

## Hành chính
- Ganghwa-eup (강화읍)
- Seonwon-myeon (선원면)
- Bureun-myeon (불은면)
- Gilsang-myeon (길상면)
- Hwado-myeon (화도면)
- Yangdo-myeon (양도면)
- Naega-myeon (내가면)
- Hajeom-myeon (하점면)
- Yangsa-myeon (양사면)
- Songhae-myeon (송해면)
- Gyodong-myeon (교동면)
- Samsan-myeon (삼산면)
- Seodo-myeon (서도면)

## Địa phương kết nghĩa
- Gangnam, Hàn Quốc
- Soeda, Fukuoka, Nhật Bản